# Жербо (торт)
Жербо (угор. Zserbó чи  zserbó szelet) – солодкий пиріг або торт створений в Угорщині і названий на честь швейцарського кондитера кінця XIX століття Еміля Жербо, який володів знаменитим будапештським Кафе Жербо.
Популярний десерт, відомий у всьому світі, готується з дріжджового пісочного тіста, має шари абрикосового джему та мелених волоських горіхів, а зверху вкрит шоколадною глазур'ю. Це улюблений в Угорщині святковий, Великодній та Різдвяний десерт.

## Історія

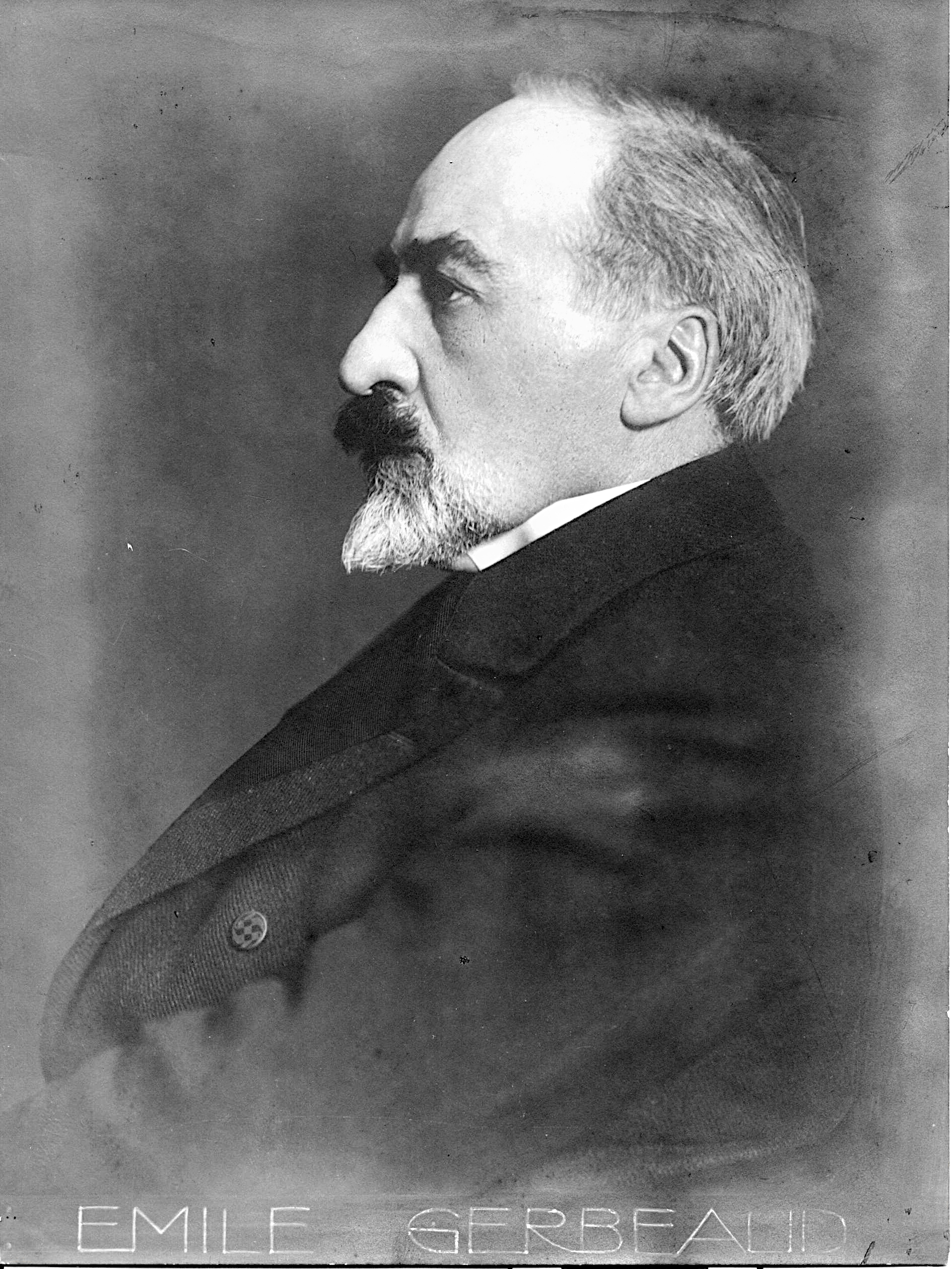
Еміль Жербо

Еміль Жербо приїхав до Угорщини на запрошення Хенріка Куглера, спочатку вступив у частку і став керувати кондитерською Kugler у Будапешті. А потім повністю викупив її  і змінив назву.
Існує думка, що саме Еміль Жербо є автором торта і можна датувати його виникнення кінцем XIX століття. Згідно з іншими відомостями, поява десерту можна датувати пізнішим періодом, приблизно під час Першої світової війни. При цьому назва торта не згадується в прейскурантах кондитерської «Жербо», а перші кулінарні книги, в яких згадується торт, з'явилися лише в 1950-х роках. А це означає, що десерт більше пов'язаний із кондитерською Жербо, ніж із самим Емілем Жербо.
За іншою версією, пиріг чи торт Жербо став відомий лише після націоналізації 1948 року. У цей час кондитерська фабрика стала державною, і торт став користуватися великою популярністю. Нарешті, ще одна теорія свідчить, що Жербо був створений з нагоди Всесвітньої виставки в Брюсселі в 1958 році як один з особливих десертів угорського гастрономічного посольства.

## Приготування
Тісто готується з борошна, олії, цукру, яєць та дріжджів, іноді – також з розпушувачем. Тісто розрізають на рівні частини, розкочують і укладають листи, між якими кладуть абрикосовий джем та зацукровані волоські горіхи. Після цього випікають. Поверхню готового торта покривають розтопленим шоколадом, та розрізають на прямокутні шматочки.
Крім класичного відомий також медовий Жербо, у якому замість дріжджів використовується розпушувач та мед, а листи наповнюються ванільним кремом.